# نشاط على الإنترنت

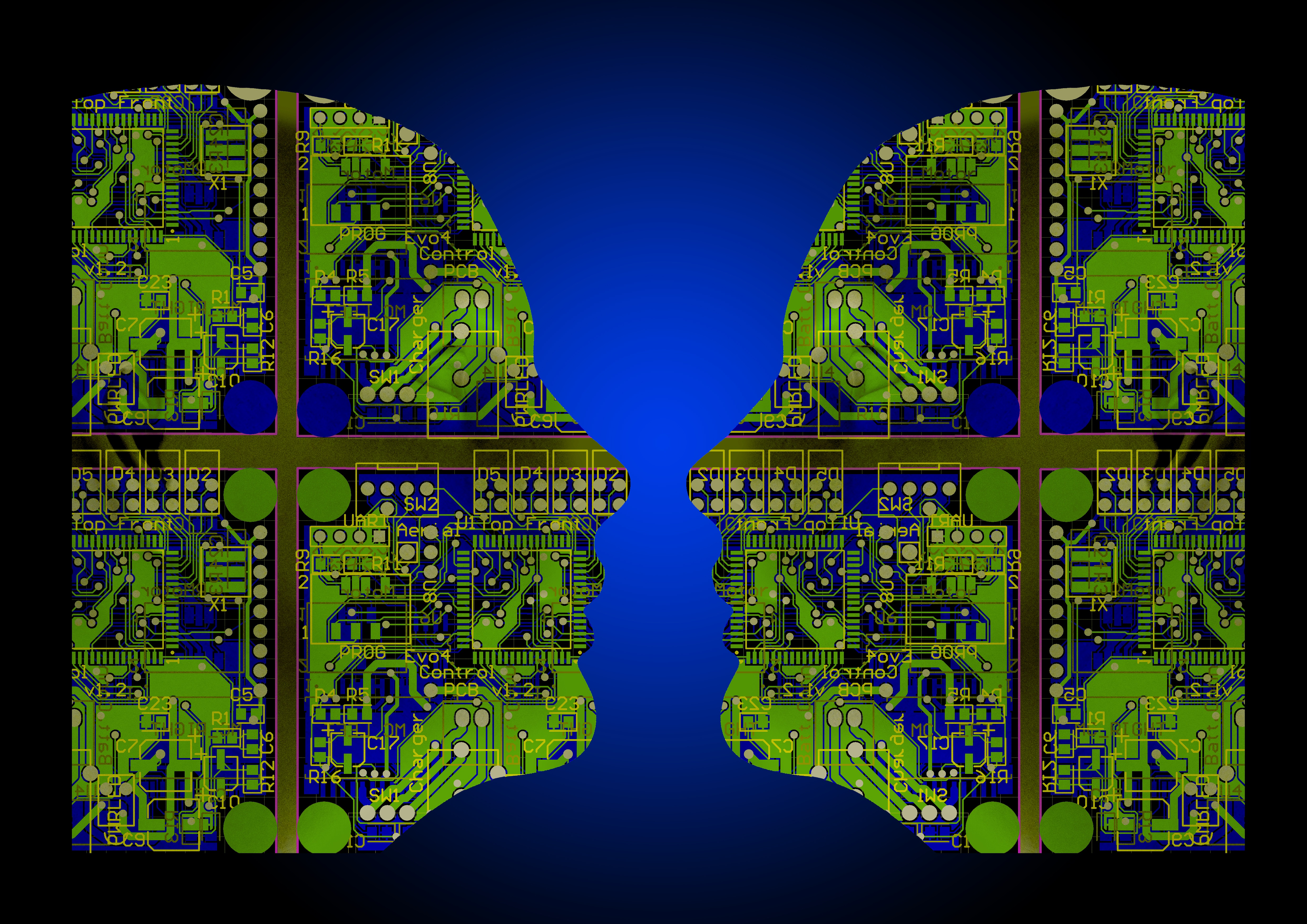

النشاط على الإنترنت (يعرف أيضًا باسم النشاط على الويب والنشاط على الشبكة والحملات الإلكترونية والنشاط الرقمي والتنظيم على الشبكة والدفاع الإلكتروني والحملات السيبرانية والنشاط الإلكتروني) هو استخدام تقنيات التواصل الإلكتروني كوسائل التواصل الاجتماعي والبث الصوتي والمرئي على الإنترنت لأشكال مختلفة من النشاط لتمكين سرعة وفاعلية التواصل في الحركات التي يقوم بها المواطنون، وتقديم معلومات محددة لجمهور محدد وكبير بالإضافة للتنسيق بينهم. تستخدم تقنيات الإنترنت لتمويل المسائل المرتبطة بقضايا معينة وفي بناء المجتمع والضغط والتنظيم. وتعرف حملة النشاط الرقمية بأنها «جهد شعبي منظم يقوم بمطالبة جماعية لسلطة هدف، يستخدم فيه نشطاء أو داعمون مدنيون الوسائل الرقمية». وبدأت البحوث بتناول موضوعات محددة حول كيفية استخدام المجموعات الناشطة أو الداعمة لقضية ما في الولايات المتحدة وكندا وسائل التواصل الاجتماعي لتحقيق أهداف النشاط الرقمي.

## الأنماط
يقسم ساندور فيغ النشاط الرقمي إلى ثلاث فئات رئيسية وهي: توعية/ دعم، تنظيم/ تعبئة، فعل/ رد فعل. وهناك طرق أخرى لتصنيف النشاط الرقمي، كدرجة الاعتماد على الإنترنت، وبذلك قد يعتبر التجسس أو الدخول الرقمي غير المشروع نوعًا أصيلًا من أشكال النشاط الرقمي، في حين أن حركة «احتلال وول ستريت» كانت جزئيًا على الشبكة.
يُعد الإنترنت مصدرًا رئيسيًا للناشطين المستقلين، أو الناشطين الإلكترونيين، وبالخصوص أصحاب الرسائل المعارضة للتيار العام، "خصوصًا عند حدوث خرق خطير لحقوق الإنسان، يُعد الإنترنت أساسيًا لنقل الفظائع إلى العالم الخارجي، وتساعد المجتمعات الإلكترونية مثل بورما نت ومجموعة أخبار الحرية على نشر الأخبار التي لن يكون الوصول إليها في هذه البلاد ممكنًا بدون هذه الجمعيات.
يقوم ناشطو الشبكة بتمرير عرائض إلكترونية لتُرسل إلى الحكومة والمؤسسات العامة والخاصة للاحتجاج ضد، أو للحث على سياسة إيجابية في مجالات تتراوح من تجارة السلاح إلى الاختبار على الحيوانات. تستخدم العديد من المؤسسات غير الربحية أو الخيرية هذه الوسائل مرسلة العرائض بالإيميل للناس الموجودين على قوائهم البريدية وتطلب من الناس تمريرها لغيرهم. ويمكّن الإنترنت أيضًا المؤسسات كالمنظمات غير الحكومية من التواصل مع الأفراد بطريقة غير مكلفة ومباشرة. ويمكن تنظيم التجمعات والاحتجاجات من خلال اجتماع المنظمين والمشاركين، كما تصبح عمليات الضغط السياسية أسهل عبر الإنترنت بفضل الإيميل الجماعي وقدرته على بث رسالة على مدى واسع وبتكلفة قليلة.
يمكن أن يشير مفهوم فيغ عن التنظيم والتعبئة مثلًا إلى النشاطات الحادثة على الشبكة بمفردها، أو خارج الشبكة لكنها منظمة على الشبكة، أو من خلال الجمع بينهما. إن مواقع التواصل الاجتماعي الرائجة، وأبرزها فيسبوك تصنع أدوات متوفرة للنشاط الإلكتروني لمستخدميها، وقد مكنت ثقافة المشاركة النشطة من خلال المجتمعات على شبكات التواصل لأنها تسمح بالتواصل بين مجموعات لا تستطيع التواصل لولاها. وفي مقال «لماذا نتجادل حول المجتمعات الافتراضية: دراسة حالة لمجتمع متابعي موقع Phish.net» يشدد نيسيم واطسون على ضرورة الاتصال في المجتمعات على الشبكة، ويذهب بعيدًا بقوله: «يتفكك المجتمع دون التواصل المستمر بين المشاركين فيه»، إن الإمكانية المستمرة للتواصل مع أعضاء المجتمع تغني تجارب مجتمع الإنترنت، وتعيد تعريف كلمة مجتمع.
ويمكن القول إن هجوم قطع الخدمة أو الاستيلاء أو تدمير موقع ما، أو رفع برامج أحصنة طروادة أو الإغراق البريدي (إرسال إيميلات جماعي) هي أيضًا أمثلة عن النشاط على الإنترنت. ولمزيد من المعلومات عن أنواع النشاطات التخريبية انظر إلى هاكتفيزم.

### نشاط الوسوم (الهاشتاغ)
نشاط الهاشتاغ هو استخدام الوسم للنضال أو لدعم قضية عبر استخدام منافذ وسائل التواصل الاجتماعي. ارتبط استخدامها مع اختطاف شيبوك 2014على أمل أن تساعد في إبقاء القصة في الأخبار وإثارة الانتباه الدولي، وقد أعيد تغريد الوسم مليوني مرة.
ويمكن رؤية أحد أقوى الانتشارات لنشاط الوسم في استخدام الحركة النسوية للسود للوسوم لإيصال قضيتهم، فقد كان الوسم الشهير "IamJada" رد فعل إلكترونيًا عنيفًا على وسم "#Jadapose" الذي انتشر على نطاق واسع، وجاء بعد تصوير الفتاة جادا سميث ذات الستة عشر عامًا بعد اغتصابها من قبل عصابة. وظف الوسم في هذه الحالة لإيصال رسالة قوية مناهضة للاغتصاب.

## مراحل التطور
إن استكشاف ديناميكيات النشاط على الإنترنت للتعبير عن الممانعة ضد منظمة ذات سلطة، هي دراسة طورت مدخلًا نقديًا جماهيريًا للنشاط على الإنترنت. قدمت النتائج في نموذج مراحل مطوّلة امتد لأربع سنوات قام بتفسير بدء النشاط على الشبكة، وكيف ولّد نتائج اجتماعية، وكيف تغير مع الوقت. يشير النموذج إلى أن النشاط الشبكي ساعد على تنظيم أفعال جماعية ووسع الظروف التي سمحت للحركات الثورية بالنشوء. وقد أثار حتى الآن ردود فعل النخبة كفلترة الإنترنت والمراقبة التي لا تعزز الرقابة الذاتية فقط وتؤدي إلى الانقسام الرقمي، بل وتسهم في النهاية إلى تدهور النشاط عبر الزمن.
ويشير نموذج المراحل إلى تداخل معقد بين مصالح الأطراف المعنية، وفرص النشاط، والتكاليف والنتائج التي لا يمكن التكهن بها ولا التنبؤ بكاملها. ويعترض المؤلفون على أن يكون الوصول العالمي للإنترنت عن طريق الأطراف المعنية المؤسساتية (الزبائن، الموظفين، أطراف خارجية) لكونه منبرًا مناسبًا ومجانيًا لممارسة النشاط الاجتماعي؛ فمن يوفر التكنولوجيا للنشاط في الواقع، يوفر أيضًا فلترتها وقمعها، وبالتالي قد ينتج المزيد من حالات المعلومات المفرطة مختلفة الوجوه التي تحافظ من خلالها النخب ذات النفوذ على حالتها وتفرض المزيد من الانقسام الرقمي.
نوقش في إحدى الدراسات نموذج تطوري للتعبئة السياسية، فعن طريق انضمام المواطنين للمجموعات وخلق النقاشات يبدؤون مرحلتهم الأولى بالانخراط، ومع التقدم، يؤمل أنهم سيبدؤون في توقيع العرائض على الشبكة والانتهاء باتصالات خارج الشبكة طالما توفر المؤسسة للمواطن خطوات متصاعدة للانخراط. (فيتاك وآخرون، 2011).
دار حول قضية مركزية وسائط الإعلام الجماهيري هذه سجال كبير، إذ يقول البعض إنها دعمت أصوات المجموعات المهمشة في حين يقول آخرون إنها تنشر رسائل الغالبية وحدها، وتترك للأقليات سرقة أصواتهم.

## نماذج عن النشاط المبكر
إن إحدى أقدم الاستخدامات المعروفة للإنترنت كوسيلة للنشاط كانت حول قضية برنامج قواعد البيانات ماركت بليس من شركة لوتس. ففي 10نيسان 1990أعلنت شركة لوتس للبرمجيات عن منتج قاعدة بيانات إيميلات تسويقية موجهة كانت تحوي الاسم والعنوان وترسل معلومات عن عادات 120مليون مواطن أمريكي. وفي حين كان مثل هذا الكم من البيانات متوفرًا، قلق المدافعون عن الخصوصية حول إمكانية توفر هذه البيانات في قاعدة بيانات واحدة، علاوة على ذلك، كانت البيانات ستوضع على قرص مضغوط؛ أي ستبقى ثابتة حتى إصدار قرص آخر.
وكاستجابة لذلك، بدأت حملة إيميلات جماعية وفي المنتديات الحاسوبية، تضمنت معلومات عن الاتصال بشركة لوتس ورسائل ذات صيغة جاهزة. نشر لاري سيلر وهو مهني حاسوب يقيم في نيوإنجلاند رسالة انتشرت على نطاق واسع في مجموعات الأخبار وعبر الإيميل تقول: «سوف تحتوي على الكثير من المعلومات الشخصية عنك، ويمكن لأي شخص في البلاد الحصول عليها بشراء القرص (والكثير غيرهم أيضًا) إنها أشبه بشخصية» الأخ الأكبر«، وإنها لفكرة جيدة أن تنسحب طالما هناك المزيد من الوقت» وقد قام ما يزيد عن 30 ألفًا بالاتصال بشركة لوتس وطلبوا إزالة أسمائهم من قاعدة البيانات؛ وفي 23 كانون الثاني 1991 أعلنت الشركة إلغاء برنامج ماركت بليس.
في عام 1993 ظهرت مقالة استطلاعية عن النشاط على الشبكة حول العالم، من كرواتيا إلى الولايات المتحدة في مجلة ذا نيشن مع العديد من اقتباسات الناشطين حول مشاريعهم وآرائهم.
إن أبكر الأمثلة على الإيميل الجماعي كشكل بدائي لهجمات قطع الخدمة حدث في مناسبة يوم غي فاوكس عام 1994، حين بدأت حركة إنترفاجن المملكة المتحدة بالإغراق البريدي لمخدمات جون ماجور التابعة لمجلس الوزراء وبرلمان المملكة المتحدة في حركة احتجاجية على وثيقة العدل الجنائي التي منعت قانونيًا مهرجانات الهذيان في الهواء الطلق، والموسيقا ذات الإيقاع المتكرر.
وبين العامين 1995- 1998وفرت مجلة زد دورات على الإنترنت عبر جامعة ليفت على الإنترنت، دروس عن «استخدام الإنترنت للنشاط الإلكتروني».
إن ممارسة المعارضة على الشبكة والنشاط بحد ذاته، كما هو في شكله الحالي اليوم، ربما قد يكون الدكتور دانييل مينغارا قد بدأه، وهو عالم غابوني وناشط يعيش المنفى السياسي في نيوجيرسي في الولايات المتحدة. ففي عام 1998، أنشأ موقعًا إلكترونيًا باللغة الفرنسية أسماه (بونغو يجب أن يرحل) وكان يشير بشكل واضح إلى غايته: يشجع على ثورة ضد نظام عمر بونغو في الغابون الذي كان يمتد لتسعة وعشرين عامًا. وقد بدأ الموقع الأساسي  http://www.globalwebco.net/bdp/ بإعادة التوجيه إلى http://www.bdpgabon.org/ عام 2000؛ بادئًا ما أصبح رائجًا اليوم من ممارسات في المدونات الإلكترونية السياسية، وقد دعمت الثورات التونسية والمصرية عام 2011محاولات هذه الحركة بحشد الغابونيين حول المفاهيم والأفعال الثورية في النهاية، حيث أثبت الإنترنت أنه أداة فعالة في إثارة النقد والمعارضة والثورات الناجحة ضد الديكتاتوريين.
وفي عام 2003، نقل تقرير لمنظمة العفو الدولية عن اعتقال 5 غابونيين عرف عنهم أنهم أعضاء في المجموعة الإلكترونية المعارضة «بونغو يجب أن يرحل»، وقد احتجزوا لثلاثة أشهر (انظر: غابون: سجناء الضمير، وانظر إلى: الغابون: المزيد من المعلومات عن السجناء والضمير).
ومن الأمثلة المعروفة أيضًا عن النشاط المبكر على الإنترنت ما قد حدث عام 1998، عندما استخدمت المجموعة المكسيكية المتمردة «إيزلن» اتصالات لا مركزية كاستخدام الهواتف الخلوية والتواصل مع نشطاء العالم المتقدم والمساعدة في تكوين المجموعة المناهضة للعولمة «حركة الشعوب العالمية» PGA للاحتجاج أمام منظمة التجارة العالمية في جنيف، واستمرت المجموعة في الدعوة «لأيام تحرك عالمية» وحشدت الدعم لمجموعات أخرى مناهضة للعولمة بهذه الطريقة.
وبعد ذاك، أنشئت مجموعة من مواقع النشاط الإلكتروني حول العالم تحت الاسم الجامع «أندي ميديا» «بهدف توفير تغطية القاعدة شعبية لاحتجاجات منظمة التجارة العالمية في سياتل» عام 1999. تقتبس دوروثي كيد قول شيري هيرندون في مقابلة هاتفية في تموز عام 2001 عن دور الإنترنت في الاحتجاجات المناهضة لمنظمة التجارة العالمية: «كان التوقيت مناسبًا، كانت هناك مساحة، أنشئت المنصة، وكان الإنترنت يستخدم، كنا نتجاوز الإعلام العام، كنا نستخدم النشر المفتوح، كنا نستخدم منصات الوسائط المتعددة. هذه الأشياء لم تكن متوفرة، من ثم كانت بداية الحركة المناهضة للعولمة في الولايات المتحدة».